# Eline Heger
Eline Heger, född 13 december 1774 i Köpenhamn, död 6 juni 1842 i Tårbæk, var en dansk skådespelerska och ballerina, aktiv 1793-1832.
Dotter till kantstöparen Thomas Schmidt och tvätterskan Anne Reinsdorf. Elev vid operateaterns balettskola 1789. Heger debuterade på Det Kongelige Teater i Köpenhamn 1793 och blev 1794 anställd som premiäraktris. 
Eline Heger tillhörde de mer omtalade artisterna i Köpenhamn under sin tid och användes som inspiration för diktare. Knud Lyne Rahbek och filosofen Henrich Steffen tillhörde hennes beundrare. Adam Oehlenschläger anses ha använt henne som modell för sina tragediers nordiska hjältinnor, och det är som tolkare av hans tragedier hon är mest känd.         
Hon var verksam till 1832, då hon drabbades av ett slaganfall med förlamning. 
Gift 1797 med skådespelaren Stephan Heger. Mor till bland andra Elise Holst.